# Apseudocercosporella
Apseudocercosporella is een monotypisch geslacht van schimmels dat behoort tot familie Mycosphaerellaceae. Het bevat alleen Apseudocercosporella trigonotidis.